# 보여주기 재판

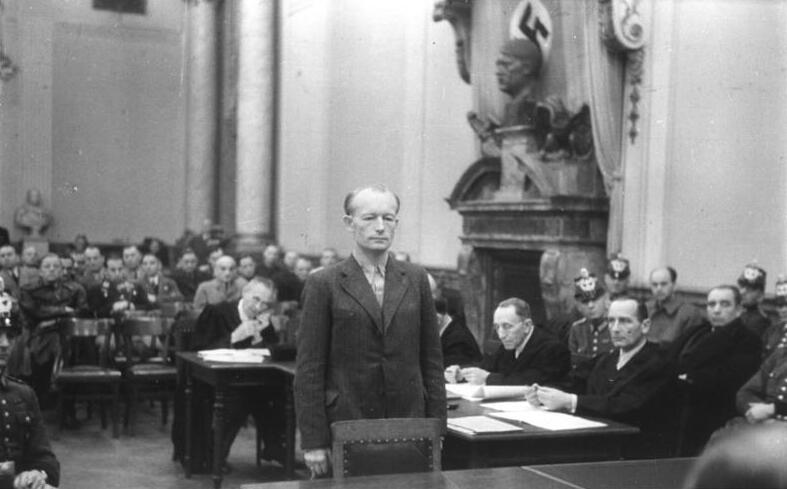
나치 독일의 인민법정. 1944년, 아돌프 리치웨인의 재판. 그는 사형 선고를 받았고 사법살인의 희생자가 되었다.

보여주기 재판(영어: show trial)은 사법 기관에서 이미 피고인의 유죄와 무죄를 확정한 뒤 진행하는 공개 재판이다. 실제 제판의 유일한 목표는 피고인에 대한 비난과 평결을 대중들에게 공개하는 것이므로 다른 반체제 인사들이나 위반자들에게 인상적인 사례이자 경고를 하는 역할로 작용한다.
쇼 재판은 잘못된 것을 바로잡으려는 성향보다는 보복하는 경향이 있으며, 선전 목적으로도 이루어진다. 보호받는 계층이나 특성을 근거로 개인을 대상으로 한 쇼 재판은 정치적 박해 중 하나이며, '쇼 재판'이라는 용어는 1928년에 처음 사용되었다.

## 같이 보기
- 마녀사냥

### 참고 문헌
- Bideleux, Robert; Jeffries, Ian (2007), 《A History of Eastern Europe: Crisis and Change》, Routledge, ISBN 978-0-415-36626-7
- Crampton, R. J. (1997), 《Eastern Europe in the twentieth century and after》, Routledge, ISBN 0-415-16422-2
- Hodos, George H. Show Trials: Stalinist Purges in Eastern Europe, 1948–1954. New York, Westport (Conn.), and London: Praeger, 1987.
- Showtrials Website 보관됨 2018-11-18 - 웨이백 머신 of the European Union
- Balázs Szalontai, Show trials. In: Ruud van Dijk et al. (eds.), Encyclopedia of the Cold War (London and New York: Routledge, 2008), pp. 783–786. Downloadable at academia.edu